# Grand Central Airport
Pour les articles homonymes, voir Grand Central.
Le Grand Central Airport est un ancien aéroport de Glendale, en Californie. Également connu sous le nom de Grand Central Air Terminal (GCAT), l'aéroport était une installation importante pour cette banlieue grandissante de Los Angeles dans les années 1920 et un élément clé du développement de l'aviation américaine.
Le terminal a été construit en 1928 et existe toujours, appartenant depuis 1997 à The Walt Disney Company dans le cadre de son Grand Central Creative Campus (GC3). Trois hangars existent également toujours. L'emplacement de la piste en béton unique de 1 200 mètres a été préservé, mais a été convertie en avenue.
Plusieurs pionniers et personnalités de l'aviation américaine sont associés au lieu : Charles Lindbergh, Amelia Earhart, Laura Ingalls (en), Thomas Benton Slate (en), Howard Hughes, Jack Northrop, William Edward Boeing ou encore C. C. Moseley. Le terminal a été ajouté au registre national des lieux historiques le 27 mars 2017.

## Historique
Le premier hangar privé pour avion de Californie a été construit sur la ville de Glendale en 1912. Rapidement plusieurs associations se sont formées et deux organisations se sont lancés dans l'aviation commerciale. Elles demandaient la construction d'un aéroport municipal afin de desservir San Francisco.
En décembre 1922, le conseil municipal autorisa la construction d'un aéroport sur un ancien ranch de 13,3 hectares situées le long d'une voie ferrée et près de la Los Angeles River.
Le 17 mars 1923, l'aéroport municipal de Glendale est inauguré avec un rodéo aérien comme cérémonie d'ouverture. La longueur de la piste de 365 m ne lui permettra pas de se développer. Plusieurs accidents, une ligne électrique au sud et un verger de pêche au nord décidèrent les autorités fédérales de refuser une activité aérienne commerciale depuis cette piste.
À la fin des années 1920, la ville de Los Angeles voulait se doter d'un important aéroport. Plusieurs sites furent étudiés dont l'actuel aéroport international de Los Angeles. 
En 1928, un ancien pilote convainquit plusieurs entrepreneurs et acheta l'aéroport de Glendale à la ville. Il acheta des terrains supplémentaires pour un total de 70,8 ha et prolongea la piste jusqu'à 1 160 m. Il fit construire une aérogare nommée Grand Central Air Terminal d'après les plans de l'architecte Henry L Gogerty mêlant les styles Spanish Colonial Revival et Art Déco. Le bâtiment ouvrit le 22 février 1929.
L'aéroport de Glendale fut le premier à offrir des vols entre la Californie du Sud et New York et trois mois après son ouverture il fut racheté par le groupe Curtiss Airport Corporation renommé plus tard Curtiss-Wright.
En 1931, l'aéroport installe une école de pilotes, mécaniciens et ingénieurs aéronautiques sur le site. Cette école installée dans le terminal était dirigée par le Major Moseley, cofondateur de Western Airlines.
En 1932, Howard Hughes constitue Hughes Aircraft Company en tant que division de sa société mère, Hughes Tool Company et la société s'installe dans l'aéroport. 
| - Le Grand Central Air Terminal. - Tract publicitaire de 1933 présentant l'aéroport et son école. |

Durant la guerre une seconde piste est construite en fermant l'une des rues perpendiculaires à la première piste, la Sonora Avenue. Elle sera fermée en 1947.
En 1944, Moseley rachète l'aéroport et le rebaptise Grand Central Airport. Mais à la fin de la guerre seuls les petits avions sont autorisés à utiliser l'aéroport (devenant donc un aérodrome).
L'école, rebaptisée entre-temps Cal-Aero Technical Institue, ferma en 1957 suivie le 15 juillet 1959 par l'aérodrome.
La zone fut transformée en une zone industrielle légère avec des entrepôts et des petites usines.

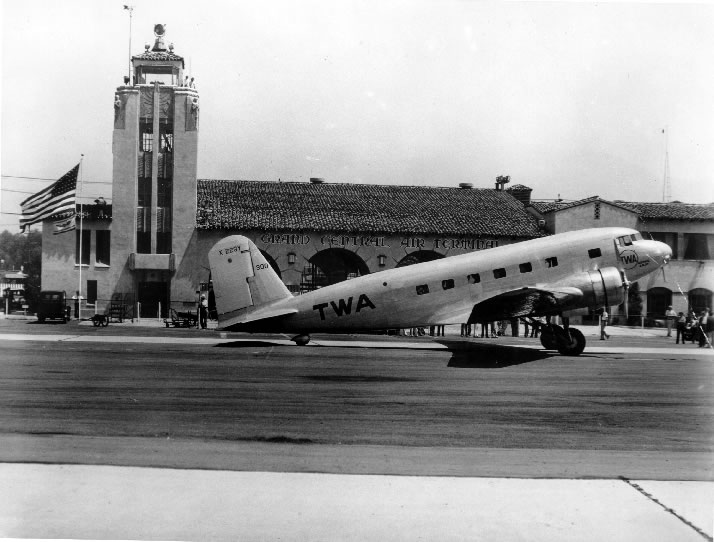
Un Douglas DC-1 à l'aéroport en 1933.
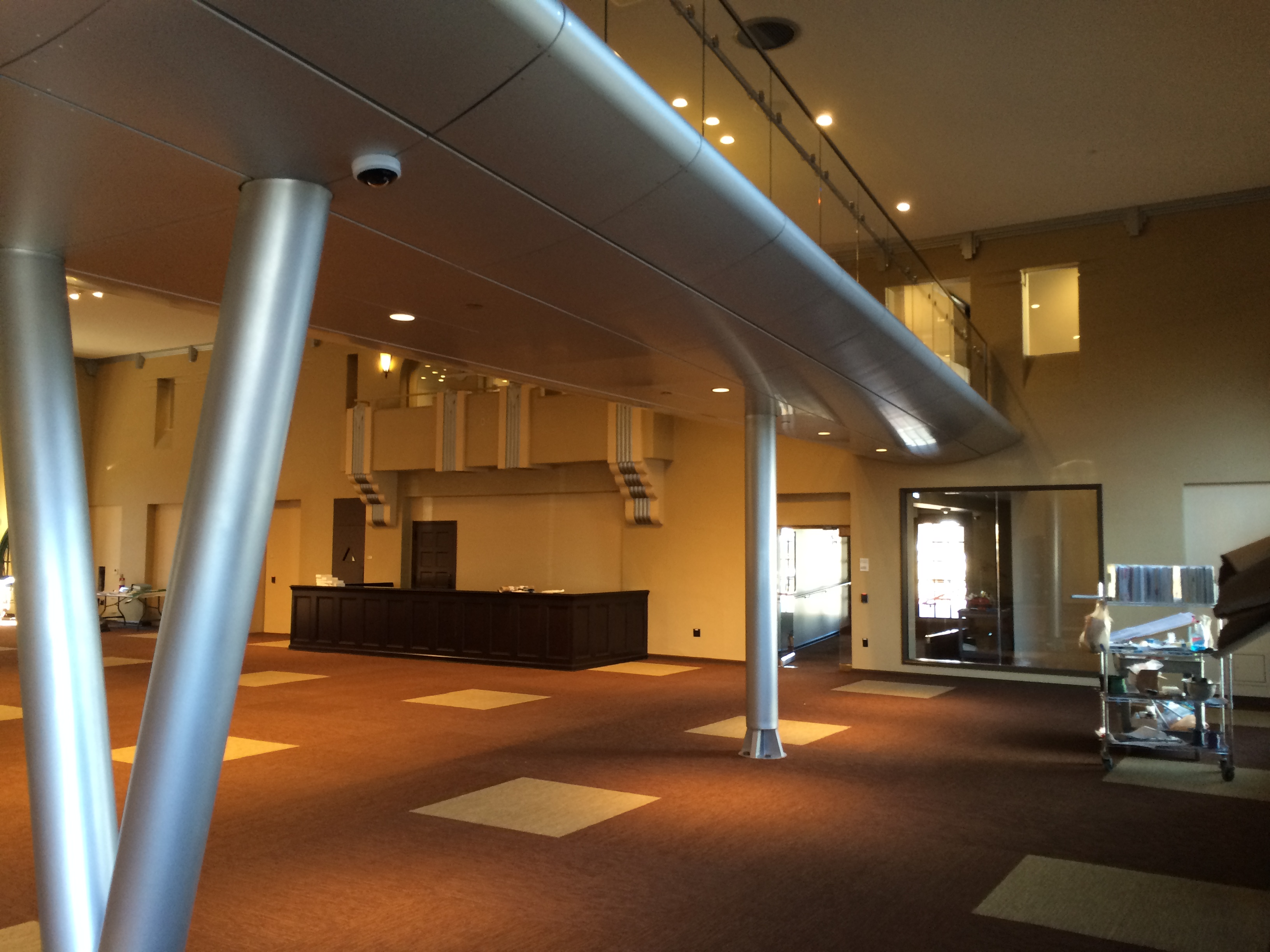
Intérieur du terminal.
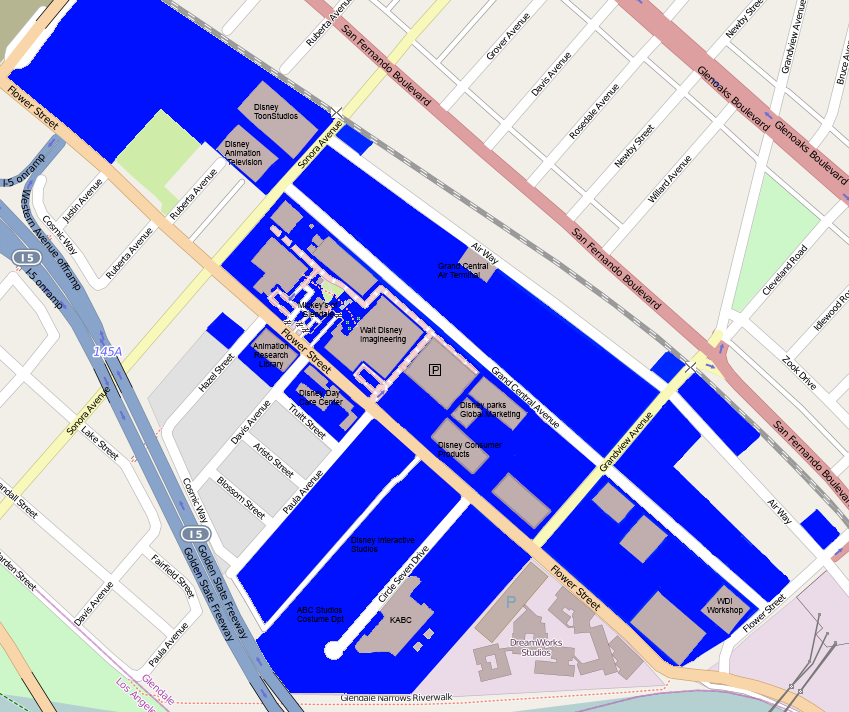
Le Grand Central Creative Campus de Disney.

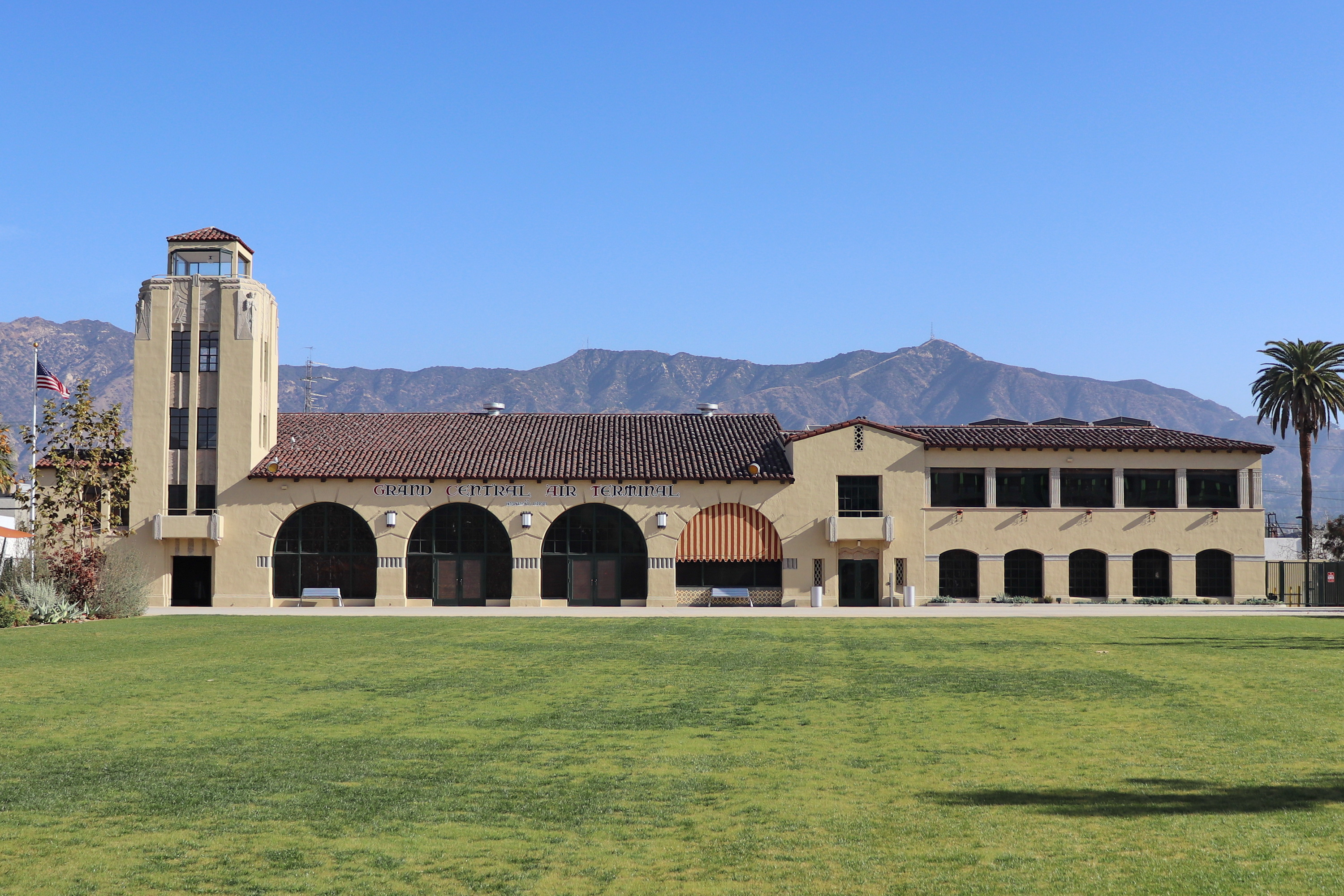
Le Grand Central Air Terminal après rénovation en 2018

Le 8 juin 2013, Disney obtient l'autorisation de rénover le Grand Central Air Terminal.